# Vicente Fox
Vicente Fox Quesada, född 2 juli 1942 i Mexico City, är en mexikansk politiker och affärsman. Fox tillhör högerpartiet Nationella aktionspartiet (Partido de Acción Nacional, PAN) och var Mexikos president 2000–2006.
Fox har beskrivits som högerpopulist och nyliberal. Han lade under sin presidentperiod stor vikt vid goda förbindelser med och lojalitet till USA, bland annat genom deltagande i det så kallade kriget mot terrorismen, något som ledde till konflikter och försämrade relationer med flera andra ledare i Latinamerika.
Innan han tillträdde som president år 2000 hade han bland annat varit Latinamerika-chef för Coca-Cola Company.
Fox efterträddes 2006 av Felipe Calderón.